# Thằn lằn ngón Châu Quang
Thằn lằn ngón Châu Quang hay thạch sùng ngón Châu Quang (danh pháp: Cyrtodactylus chauquangensis) là loài thằn lằn trong họ Gekkonidae. Loài này được Xuân Quang, Orlov, Ananjeva, Johns, Ngọc Thảo & Quang Vinh, mô tả khoa học đầu tiên năm 2007. Chúng là loài đặc hữu của Nghệ An (Việt Nam).